# John Jenkins with Kenny Burrell
John Jenkins with Kenny Burrell — студійний альбом американського джазового саксофоніста Джона Дженкінса з гітаристом Кенні Берреллом, випущений у 1957 році лейблом Blue Note Records.

## Опис
Це друга (і найкраща) з двох сесій Джона Дженкінса як бенд-лідера, на якій він грає на альт-саксофоні в квінтеті з гітаристом Кенні Берреллом, піаністом Сонні Кларком, басистом Полом Чемберсом і ударником Денні Річмондом. Дженкінс, який іноді звучить як Чарлі Паркер (та у манері притаманній для Філа Вудса та Джекі Мак-Ліна), з набагато відомими сайдменами виконує музику у стилі боп сповнену великої кількості креативності, емоцій і хвилювань.

## Список композицій
1. «From This Moment On» (Коул Портер) — 7:37
2. «Motif» (Джон Дженкінс) — 6:14
3. «Everything I Have Is Yours» (Гаральд Адамсон, Бертон Лейн) — 6:10
4. «Sharon» (Джон Дженкінс) — 7:47
5. «Chalumeau» (Джон Дженкінс) — 5:56
6. «Blues for Two» (Кенні Беррелл) — 4:42

## Учасники запису
- Джон Дженкінс — альт-саксофон
- Кенні Беррелл — гітара
- Сонні Кларк — фортепіано
- Пол Чемберс — контрабас
- Денні Річмонд — ударні

Технічний персонал
- Альфред Лайон — продюсер
- Руді Ван Гелдер — інженер
- Том Геннан — дизайн
- Айра Гітлер — текст
- Френсіс Вульфф — фотографія